# Alex Neil
Alexander Francis Neil (Airdrie, Escocia, 9 de junio de 1981), más conocido como Alex Neil, es un exfutbolista y entrenador escocés. Actualmente dirige al Millwall de la EFL Championship.
Neil comenzó su carrera profesional en Airdrieonians en 2000, jugando media temporada en la Primera División de Escocia antes de mudarse al Barnsley. Jugó 142 partidos en todas las competiciones en su hechizo de cuatro años en dicho club, y luego fichó por el Mansfield Town en una transferencia gratuita. Después de una temporada en Mansfield, regresó a su país natal para jugar en el Hamilton Academical, participando en 246 partidos en una década y ganando el ascenso a la Scottish Premier League en 2008.
Se convirtió en jugador-entrenador del Hamilton en 2013 y lo llevó a ascender a la Scottish Premiership en 2014. En enero de 2015 fue nombrado entrenador del Norwich City, siend el segundo entrenador más joven en la Football League en ese momento. Neil guio a Norwich a la promoción a la Premier League, al ganar la final de los play-offs de la Football League Championship 2014-15. Norwich sufrió el descenso la temporada siguiente y, en marzo de 2017, Neil fue despedido. Fue nombrado entrenador del Preston North End el 4 de julio de 2017 y llevó al equipo al séptimo lugar en el Championship 2017-18. El 11 de febrero de 2022, Neil fue nombrado entrenador del Sunderland. Fueron ascendidos de la League One al Championship, ganando 2-0 en la final de la eliminatoria. Se fue más tarde ese año para asumir el banquillo del Stoke City.

## Carrera como jugador

### Airdrieonians
Nacido en Airdrie, North Lanarkshire, Neil comenzó su carrera en Dunfermline Athletic, antes de unirse a Airdrieonians en una transferencia gratuita en el verano de 1999. Hizo su debut profesional en la Primera División de Escocia el 3 de enero de 2000, como un sustituto en el minuto 64 de Steve McCormick en una derrota por 2-0 ante el Falkirk. Cinco días después, en su primer partido como titular, anotó en el octavo minuto de una derrota por 3-1 en el Saint Mirren. Terminó su primera temporada con 5 goles en 16 apariciones, con los otros cuatro anotados en tres juegos consecutivos en abril, incluidos dos en una victoria en casa por 3-0 sobre el Greenock Morton el día 8.

### Barnsley
Después de su primera temporada profesional, Neil fue recomendado al Barnsley por Peter Hetherston, un amigo de su mánager Dave Bassett. Hizo su debut con los Tykes en la Football League First Division el 26 de agosto de 2000, reemplazando a Lee Jones en los últimos diez minutos de una victoria en casa por 4-1 sobre el West Bromwich Albion. Hizo 32 apariciones en la liga en su primera temporada en Oakwell, y fue expulsado el 28 de abril de 2001 en una derrota en casa por 1-0 ante el Bolton Wanderers.
El 15 de septiembre de 2001, Neil anotó su primer gol en el fútbol inglés y concluyó con una victoria en casa por 2-0 sobre el Crewe Alexandra. Volvió a anotar el 8 de noviembre en un empate 2-2 ante el Preston North End, en una campaña que terminó en descenso. Neil pasó las siguientes dos temporadas en Segunda División, anotando los goles decisivos en las victorias por 3-2 ante el Rushden & Diamonds y Stockport County el 10 de abril y el 8 de mayo de 2004, respectivamente.

### Mansfield Town
El 20 de julio de 2004, Neil se unió al Mansfield Town en una transferencia gratuita. Hizo 41 apariciones para ellos en la League Two esa temporada y anotó su primer gol el 23 de noviembre en la primera ronda de la FA Cup, un consuelo en la derrota por 4-1 ante el Colchester United en Layer Road. Su único gol en la liga con los Stags llegó el 5 de marzo de 2005, abriendo un empate 1-1 contra el Shrewsbury Town en Field Mill.

### Hamilton Academical
El 28 de mayo de 2005, cuando le dijeron que superaba los requisitos del entrenador de Mansfield, Carlton Palmer, Neil regresó a la Primera División de Escocia y firmó un contrato de dos años con el Hamilton Academical. Hizo su debut en Accies el 13 de agosto, cuando comenzaron la temporada con una derrota por 0-1 ante el St. Johnstone en New Douglas Park. Diecisiete días después, marcó su primer gol para su nuevo equipo en la segunda ronda de la Scottish Challenge Cup, anotando el único gol ante el Ross County cuando cabeceó un centro de Brian Carrigan justo antes del entretiempo. El 22 de octubre, consiguió su primer gol en la liga para el equipo, en el primer minuto de la segunda mitad de la victoria en casa por 3-0 contra el Brechin City. Neil jugó la totalidad de la final de la Scottish Challenge Cup de 2005 el 6 de noviembre, una derrota por 2-1 ante el Saint Mirren en el Excelsior Stadium de Airdrie. Los Accies también llegaron a los cuartos de final de la Copa de Escocia, con Neil anotando un tiro penal en el replay de la cuarta ronda en Alloa Athletic, una victoria por 3-0.
Neil jugó 30 partidos de liga en 2007-08, cuando Hamilton ganó la división y ascendió a la Scottish Premier League. Anotó una vez esa temporada, abriendo una victoria en casa por 4-0 sobre el Stirling Albion el 15 de septiembre de 2007 con un tiro libre de 40 yardas. El 6 de mayo de 2011, firmó un nuevo contrato de tres años.

## Carrera como entrenador

### Hamilton Academical
Después de que el entrenador Billy Reid dejara vacante su puesto de entrenador en Hamilton en abril de 2013, Neil (que ya había estado involucrado en el entrenamiento de los equipos juveniles del club) fue nombrado jugador-entrenador de manera interina. Fue nombrado entrenador de forma permanente el 24 de mayo de 2013, a la edad de 31 años. Asistido por Frankie McAvoy, Neil llevó al club de regreso a la máxima categoría en su primera temporada completa, ganando a través del sistema de play-offs en mayo de 2014. Hamilton luego disfrutó de un buen comienzo en la Scottish Premiership 2014-15, derrotando al Celtic a domicilio por primera vez en 76 años.

### Norwich City
En enero de 2015, Neil obtuvo el permiso de Hamilton para hablar con Norwich City sobre su vacante en el puesto de entrenador. El 9 de enero, fue confirmado en el cargo a los 33 años, el segundo más joven en la Football League después de Adam Murray de Mansfield. Al día siguiente, en su primer partido, dirigió a su equipo a una victoria por 2-1 ante los líderes del Championship, el AFC Bournemouth. El equipo obtuvo 17 victorias en 25 encuentros jugados con Neil en la temporada 2014-15. Terminaron terceros en la Liga y entraron en los play-offs, donde en las semifinales vencieron a los rivales del derbi de Anglia Oriental, Ipswich Town, por 4-2 en el global en dos partidos. El 25 de mayo, Neil logró una victoria por 2-0 sobre el Middlesbrough en la final de los play-offs del Championship, cuando los goleadores Cameron Jerome y Nathan Redmond aseguraron el ascenso a la Premier League 2015-16. En junio de 2015, Neil firmó un nuevo contrato con el club.
Norwich descendió después de una sola temporada en la Premier League. Neil vio rescindido su contrato en marzo de 2017, con los Canarios en el octavo lugar en la tabla del Championship. Habían ganado siete de sus últimos 24 encuentros y estaban a nueve puntos de los seis primeros lugares de los play-offs. Neil admitió que se arrepintió del reclutamiento de verano, lo que llevó a su despido en marzo.

### Preston North End
El 4 de julio de 2017, Neil fue nombrado entrenador del Preston North End, en sustitución de Simon Grayson, quien dejó el club para asumir en el Sunderland. El 21 de marzo de 2021, Neil dejó su puesto de mutuo acuerdo con el club en el puesto N°16 en la tabla del Championship.

### Sunderland
El 11 de febrero de 2022, Neil fue nombrado nuevo entrenador del Sunderland, con un contrato renovable de 12 meses. El 21 de mayo de 2022, Neil guio al equipo de regreso al Championship después de una ausencia de cuatro años después de vencer al Wycombe Wanderers por 2-0 frente a casi 50,000 fanáticos en Wembley en la final de los play-offs de la EFL League One.

### Stoke City
El 28 de agosto de 2022, Neil fue nombrado nuevo entrenador del Stoke City, tras el despido de Michael O'Neill.El 10 de diciembre de 2023, Neil fue despedido tras una derrota por 1-0 ante el Sheffield Wednesday, que situó al club cerca de los puestos de descenso.

### Millwall
El 30 de diciembre de 2024, asumió al frente del Millwall y firmó un contrato "a largo plazo".

## Clubes

### Como jugador
| Club                | País       | Año       |
| ------------------- | ---------- | --------- |
| Airdrieonians       | Escocia    | 1999-2000 |
| Barnsley            | Inglaterra | 2000-2004 |
| Mansfield Town      | Inglaterra | 2004-2005 |
| Hamilton Academical | Escocia    | 2005-2015 |

### Como entrenador
| Club                | País       | Año           | PJ  | PG  | PE  | PP  | Efectividad |
| ------------------- | ---------- | ------------- | --- | --- | --- | --- | ----------- |
| Hamilton Academical | Escocia    | 2013-2015     | 77  | 42  | 16  | 19  | 61.48%      |
| Norwich City        | Inglaterra | 2015-2017     | 108 | 45  | 23  | 40  | 48.77%      |
| Preston North End   | Inglaterra | 2017-2021     | 191 | 72  | 48  | 71  | 46.08%      |
| Sunderland          | Inglaterra | 2022          | 24  | 12  | 9   | 3   | 62.5%       |
| Stoke City          | Inglaterra | 2022-2023     | 66  | 22  | 13  | 31  | 39.9%       |
| Millwall            | Inglaterra | 2024-presente | 26  | 14  | 4   | 8   | 58.98%      |
| Total               | Total      | Total         | 492 | 207 | 113 | 172 | 49.73%      |